# التهاب اللسان
التهاب اللسان أو اللُّسَان (بالإنجليزية: glossitis)‏ يعنى بالتهاب اللسان قرحة اللسان أو الالتهاب مع عدم القدرة على لمس الجزء الظهري لسطح اللسان (فقدان الحليمات اللسانية) مخلفا ً سطحاً أملساً ومحمراً، (وفي بعض الأحيان يسمى ضمور التهاب اللسان). وبمعنى أوسع التهاب اللسان غالبا ما يكون بسبب نقص التغذية ويميل إلى أن يكون غير مؤلم وغير مريح، وفي كثير من الأحيان يستجيب التهاب اللسان إلى العلاج إذا كان السبب معروف. التهاب اللسان المسبب لقرحة اللسان يختلف عن متلازمة حرقة اللسان حيث أنه لا يوجد هناك تغير ملحوظ في مظهر اللسان ولا يوجد سبب واضح لذلك.
التصنيف

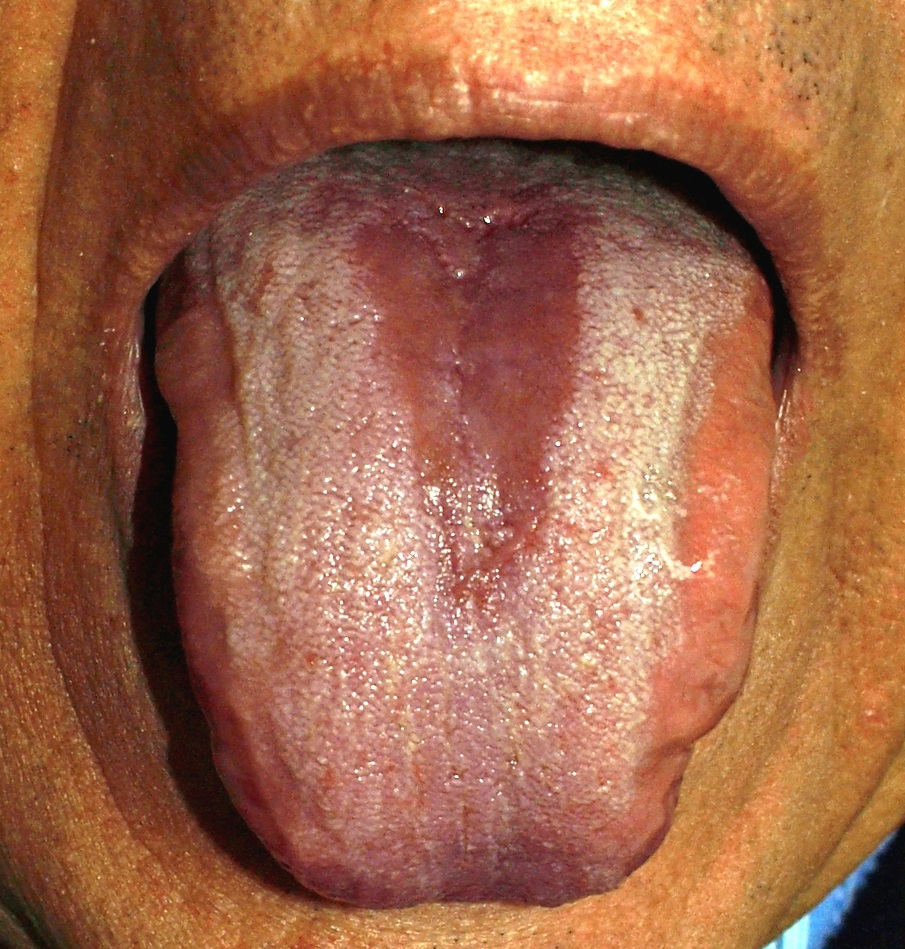
التهاب اللسان المعيني المتوسط

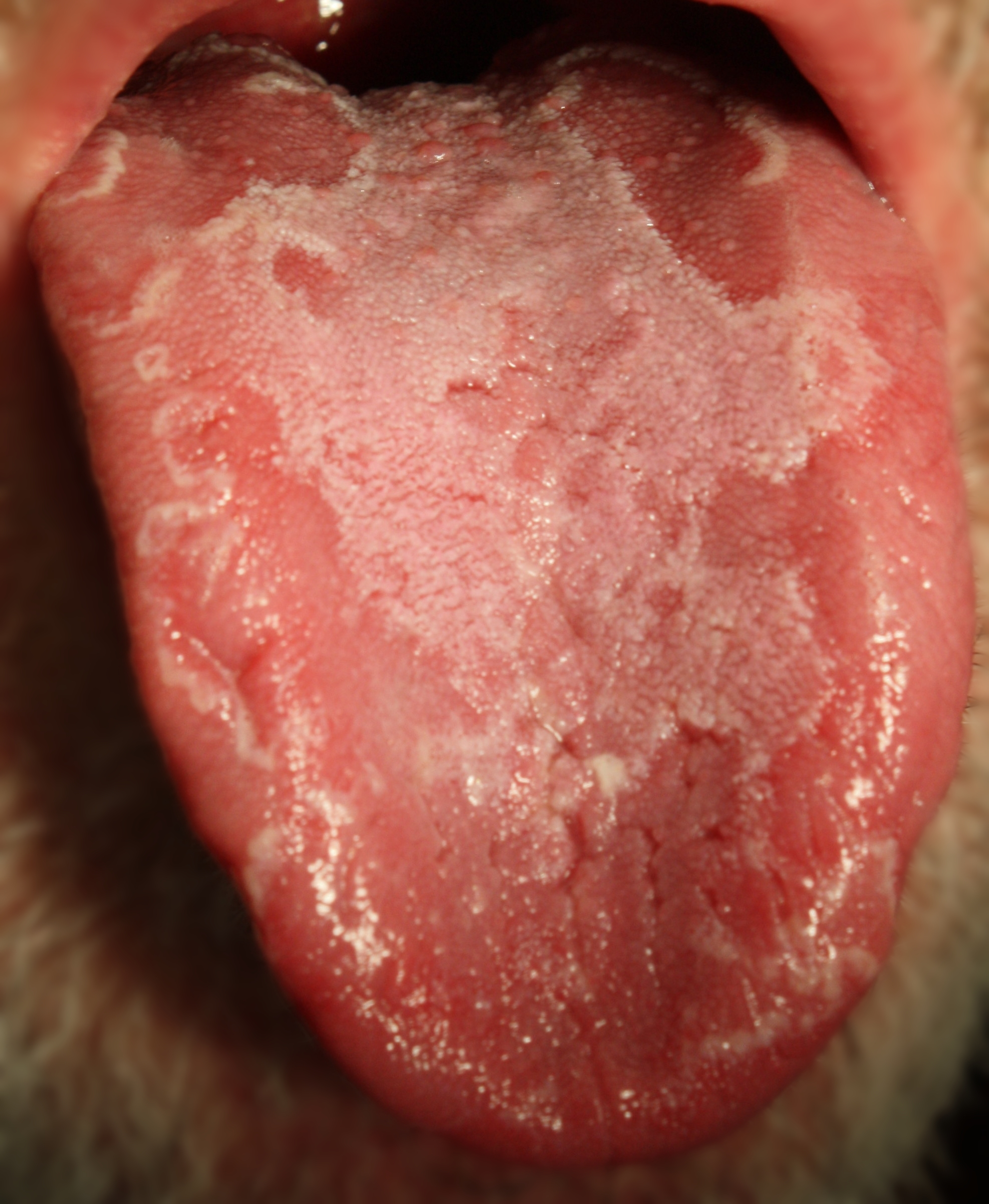
التهاب اللسان الجغرافي

التهاب اللسان المعيني المتوسط للسان الجغرافي (التهاب اللسان الهاجر الحميد). يمكن لالتهاب اللسان أن يصنف من أمراض اللسان أو أمراض الجهاز الهضمي ومن الممكن أن يكون أولي حيث أنه لا يوجد سبب دفين أو ثانوي لعلامات أو أعراض لحالة أخرى، وقد يكون حاد أو مزمن وبصفة عامة هناك العديد من الأنماط السريرية بعضها أكثر شيوعا من الآخر.

## التهاب اللسان الضموري
التهاب اللسان الضموري يعرف أيضا باللسان الأصلع والأملس وهنتر التهاب اللسان ومولر التهاب لسان. مولر أو هنتر التهاب اللسان هي حالة تتميز بكون اللسان أملسا ولامعا وغالبا ما يكون مؤلم عند لمسه ومؤلم بشكل عام، وهذا ناجم عن ضمور كامل في الحليمات اللسانية (غير الملموسة) وقد يتأثر السطح الظهري للسان تماما أو في اللطخات وقد يصاحبه حرقان وألم أو احمرار. التهاب اللسان الضموري هو غير معروف الحقائق ولهُ أسباب عديدة وكبيرة وغالباً ما يكون ذو صلة بمختلف أوجه النقص الغذائي أو عوامل أخرى مثل جفاف الفم أو فقر الدم. وعلى الرغم من أن مصطلح مولر وهنتر التهاب اللسان كان يستخدم في الأصل للإشارة إلى التهاب اللسان الذي يحدث بسبب نقص فيتامين ب12 الثانوي لفقر الدم الخبيث والذي يستخدم حاليا كمرادفات لالتهاب اللسان الضموري عموما. ومصطلح التهاب اللسان في هذه المقالة- مالم ينص على غير ذلك- فإنه يستخدم للإشارة إلى التهاب اللسان الضموري على أن الحمى والحرقان والضمور قد تكون أعراضا بديلة لداء المبيضات.

## التهاب اللسان المعيني المتوسط
تتميز هذه الحالة بأنها مستديمة الحمى وذات إصابة معينه غير ملموسة في المنطقة الوسطى من ظهر اللسان مقابل الحليمة المحوطة. والتهاب اللسان المعيني المتوسط هو نوع من أنواع داء المبيضات الفموي والذي نادرا ما يسبب أي أعراض وتتم معالجته بالأدوية المضادة للفطريات، وتشمل الحقائق المؤهبة التي تتضمن استخدام بخاخ كورتيكوستيرويد أو الاستنشاق أو مثبطات المناعة.

## التهاب اللسان المهاجر الحميد
اللسان الجغرافي ويعرف أيضا بالتهاب اللسان المهاجر الحميد، ويعد من الحالات الشائعة والتي عادة ما تؤثر على السطح الظهري للسان ويتميز بلطخات غير ملموسة على اللسان واحمرار وتحدها منطقة طرفية بيضاء وهذه اللطخات تعطي اللسان مظهر يشبه شكل الخريطة، ومن هنا جاءت تسميته على عكس التهاب اللسان الناتج عن نقص التغذية وفقر الدم. وآفات اللسان الجغرافي تنتشر في مواقع أخرى على اللسان مع مرور الوقت؛ وذلك لأن في اللسان الجغرافي مناطق جديده للسان تتورط مع الحالة بينما تشفى المناطق المتضررة سابقا والتي تعطي مظهر الآفة المنتشرة والسبب غير معروف وليس هناك علاج ناجح، ونادرا ما يكون هناك أية أعراض مرتبطة بالآفات ولكن نادرا ما يصاحبه شعور بالحرقة والذي يتفاقم بسبب أكل الاطعمة الساخنة والحارة أو الحمضية. وتعد بعض مراحل اللسان الجغرافي من المراحل المبكرة من اللسان المتشقق بما أنه غالبا ما يكون حدوث الحالتين معا.

## التهاب اللسان الهندسي
التهاب اللسان الهندسي ويعرف أيضا بالتهاب اللسان الهندسي الهربس وهو مصطلح يستخدمه البعض للإشارة إلى الآفة المزمنة المرتبطة بفيروس الهربس البسيط (HSV)من النوع الأول. ويؤدي هذا النوع من الالتهاب إلى وجود فجوة عميقة في منتصف اللسان ويخرج منه فروع متعددة، وهذه الآفة عادة ما تكون مؤلمة للغاية. ويمكن أن يكون هناك تقرحات موجودة في أعماق الشقوق مشابه لآفة تشقق اللسان غير المرتبطة بفيروس الهربس البسيط والتي قد تحدث في اللسان المتشقق وهي لا تكون مؤلمة. سمي بهذا الاسم بسبب النمط الهندسي للشقوق، وهذه الشقوق إما أن تكون طولية أم متصالبة (متقاطعة) أم متفرعة، وتتميز بأنها تحدث للأشخاص ضعيفي المناعة مثل الذين لديهم سرطان الدم ومع ذلك فهنالك منازعات في العلاقة بين الهربس البسيط والتهاب اللسان الهندسي من قبل البعض؛ نظرا لضعف تقنيات المعيار الذهبي لتشخيص الآفات الهربسية داخل الفم وارتفاع معدل انتشار إفراز الفيروس دون ظهور أعراض في الأفراد ضعيفي المناعة، ومعالجة باسيكلوفير داخل الدورة الدموية.

## السان الفراولة
يعود لسان الفراولة (المسمى أيضا لسان التوت) إلى التهاب اللسان الذي يظهر مع مفرط التنسج (المتضخم) فطري الحليمة والتي تعطيه مظهر الفراولة. لسان الفراولة البيضاء حيث يكون هناك طلاء أبيض على اللسان والذي من خلاله تبرز الحليمات الفطرية، ولسان الفراولة الحمراء حيث يفقد اللسان الطلاء الأبيض فيتغير لون سطح اللسان إلى اللون الأحمر ليشكل حيز مع الحليمات. يظهر لسان الفراولة البيضاء في الأيام الأولى للحمى القرمزية (عدوى جهازية للمجموعة أ) من بيتا ستريبتوكوك الانحلالية ويظهر لسان الفراولة في اليوم الرابع والخامس، كما يظهر لسان الفراولة في داء كاواساكي (متلازمة العقدة اللمفية الجلدية المخاطية)، واضطراب الالتهاب الوعائي الشائع عادة ما يحدث في الأطفال دون سن الخامسة). ويمكن أن تحاكي متلازمة الصدمة السامة أنواع أخرى لالتهاب اللسان أو نقص فيتامين ب12.

## الأعراض

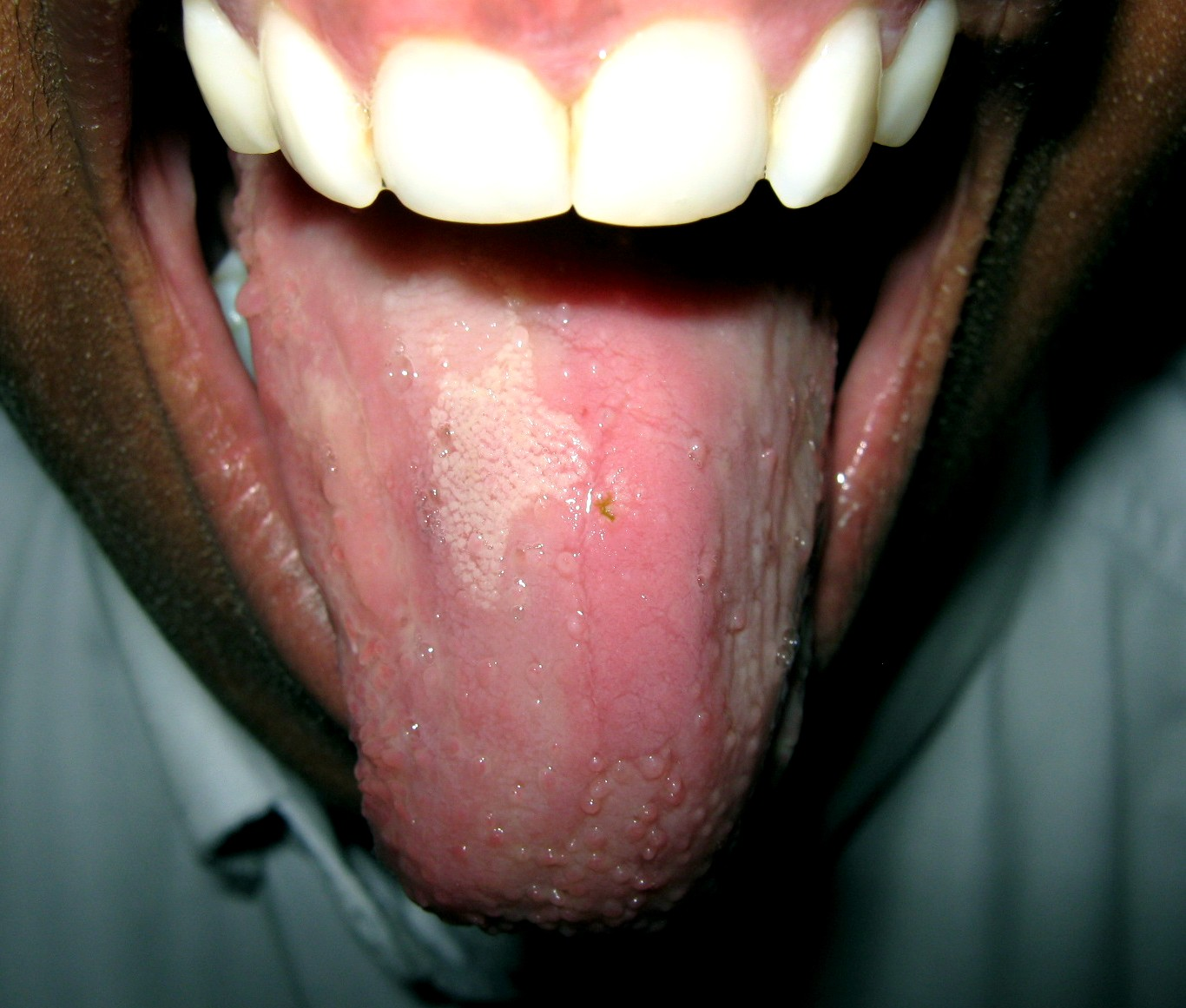

وبناء على ما يتضمنه مصطلح التهاب اللسان من علامات وأعراض فإنه قد يشمل ما يلي:
فقدان الحليمات اللسانية التي تجعل مظهر اللسان أملسا لامعا.
تغير لون اللسان من اللون الأبيض الوردي الطبيعي للسان الصحي إلى اللون الأحمر الغامق
تورم اللسان.
صعوبة في المضغ والبلع أو التحدث (اللسان المؤلم بسبب تورمه).شعور بالحرقة والبعض يستخدم مصطلح متلازمة حرقة الفم الثانوية في الحالات التي يمكن معرفة سببها كالتهاب اللسان لشعور الحرقة الفموي.
وهذا يتوقف على السبب الكامن وراء ذلك، إذ قد تكون هناك علامات وأعراض إضافية مثل الشحوب وتقرحات الفم والتهاب الشفة الزاوي.

## أسباب التهاب اللسان
فقر الدم
فقدان الدم هو السبب الأساسي لإنيميا نقص الحديد، فمثلا قد يحدث أثناء الحيض أو نزيف الجهاز الهضمي (وهذا غالبا ينتج بالنتوء غير الملموس أو غير البارز) والتهاب اللسان الضموري وإعطاء اللسان مظهر أصلع وبراق بالإضافة إلى شحوب الشفتين والأغشية المخاطية الأخرى وتميل إلى تكرار تقرح الفم وتشقق الصوار (تورم الشفتين). وقد وصف مظهر اللسان في أنيميا نقص الحديد بأنه منتشر أو لديه ضمور لطخي مع ألم أو حرقة. إن أحد أسباب فقر الدم بسبب نقص الحديد هو عسر البلع قليل الحديد (متلازمتي بلامر فينسون أو باترسون براون كيلي) الذي يتميز أيضا بحزام المريء وعسر البلع. إن فقر الدم الخبيث عادة ما يكون بسبب تدمير الخلايا الجدارية بالمعدة ذات المناعة. وتفرز الخلايا الجدارية عامل داخلي المنشأ وهو مطلوب لامتصاص فيتامين b12. نتائج نقص فيتامين بي 12 في فقر الدم الضخم الأرومات وقد تظهر بشكل التهاب اللسان. يوصف مظهر اللسان في نقص الفيتامين B12 باسم “سمين” أو “الأحمر الناري والمتقرح” وقد تكون هناك آفات حمراء خطية أو ملطخة.
نقص فيتامين ب
يمكن أن يسبب نقص فيتامين ب1 (نقص ثيامين) وأيضا نقص فيتامين ب2 (نقص الريبوفلافين) التهاب اللسان بالإضافة إلى التهاب الشفة الزاوي وتشقق الشفة والاعتلال العصبي الطرفي وعلامات وأعراض أخرى. ويتسم لون اللسان بالأحمر في حالة نقص فيتامين ب 2 كما يؤدي نقص فيتامين ب3 (البلغره) إلى التهاب اللسان. ويسبب نقص فيتامين ب 6 (نقص البيريدوكسين) التهاب اللسان بالإضافة إلى التهاب الشفة الزاوي وتشقق الشفة والاعتلال العصبي الطرفي والتهاب الجلد الدهني، كما يسبب نفص الفوليت (نفص فيتامين ب 9) التهاب اللسان بالإضافة إلى فقر الدم كبير الكريات وقلة الصفيحات وقلة البيض والإسهال والتعب واحتمالية ظهور علامات تدل على تأثر الجهاز العصبي وهو جزء من فقر الدم الخبيث المذكور في الأعلى وأي سبب آخر لنقص فيتامين ب12 يمكن أن يسبب التهاب اللسان الذي يميل لأن يكون مؤلما وأملسا ولامعا.
العدوى
يمكن أن تسبب عدوى البكتيريا أو الفيروسات أو الفطريات التهاب اللسان والتهاب اللسان المعيني المتوسط، الناجم عن المبيضة (جنس من الفطريات) كما يمكن أن يتضمن في حدوث التهاب عام في اللسان بالإضافة إلى احمار وحرقان وضمور، على سبيل المثال داء المبيضات المحمر (كما يحدث في فيروس نقص المناعة البشرية \الإيدز) ومن الممكن أن يشمل اللسان مسببا التهاب اللسان غير الملموس. ويعد مرض الزهري نادرا ونسبيا في وقتنا الحاضر ولكن المرحلة الثالثة منهُ تسبب التهاب اللسان وضمور في الحليمات اللسانية ومصطلح «اللتهاب اللسان الزهري» و«ضمور التهاب اللسان من المرحلة الثالثة للزهري» هو ناتج عن اللولبية الشاحبة وهي عدوى تنتقل عن طريق الإتصال الجنسي.
أسباب أخرى
هنالك أسباب أخرى يمكن أن تؤدي إلى التهاب اللسان، كسوء التغذية أو سوء الإمتصاص الناجمة عن نقص التغذية المشار إليها في الأعلى وبالرغم من أن هنالك آليات أخرى يمكن أن ترتبط في بعض هذه الحالات:
إدمان الكحول
ذرب (مرض حساسية القمح أو ذرب الاستوائية)ثانوي لنقص التغذية
مرض كرون
مرض ويبل
متلازمة الورم غلوكاغوني
مرض كاودن
مرض نقص المناعة المكتسبة
متلازمة السرطاوية
الداء النشواني كواشركور
النباتية المتشددة وحميات أخرى خاصة
الجفاف ونقص اللعاب في الفم الذي يسمح للبكتيريا بالنمو بسرعة أكبر
التهيج الميكانيكي أو الإصابات بحروق أو الحواف الخشنة للأسنان أو أجهزة طب الأسنان أو صدمات أخرى.
خرم اللسان يمكن أن يسبب تهيج مستمر والزخرفة بسبب استعمال المبيض في موقع الزخرفة وحولها
التعرض للمهيجات مثل التبغ والكحول والأطعمة الحارة أو التوابل
الحساسية لمعجون الأسنان وغسول الفم ومنعشات النفس والأصباغ في صناعة الحلويات والبلاستيك في أطقم الأسنان أو في بعض أدوية ضغط الدم (مثبطات انزيم الانجوتنسن المحول)
تعاطي حاصرات العقد (مثل توبوكورارين وميكاميلامين)
حزاز الفم المسطح والحمامي عديد الأشكال والقرحة القلاعية والفقاع الشائع
وراثي
سالبوتامول (توسع القصبات الهوائية)
انفصام الشخصية
يمكن أن يكون ألم اللسان مؤشرا على العديد من الحالات الطبية الخطيرة وغالبا ما تعتمد على جدارة الطبيب أو جراح الأسنان.

## العلاج
الهدف من العلاج هو تقليل الالتهاب، والعلاج غالبا لا يحتاج إلى البقاء في المستشفى إلا إذا كان التهاب اللسان حاد ومن الضروري تنظيف الفم جيدا باستخدام فرشات الإسنان مرتين في اليوم على الأقل واستخدام خيط الاسنان مرة يوميا على الأقل وكورتيكوستيرويد مثل بريدنيزين الذي من الممكن أن يستخدم لتقليل التهاب اللسان. وللحالات المتوسطة التطبيقات الموضعية مثل غسول الفم بريدنيزين الذي لا يتم بلعه ويمكن أن يعطى للحد من الأثار الجانبية لبلع أو حقن الكورتيكوستيرويد. المضادات الحيوية والمضادات الفطرية أو مضادات المايكروبات الأخرى هذه الأدوية يمكن أن توصف في حالة التهاب اللسان الناجم عن العدوى. فقر الدم ونقص التغذية (مثل نقص الناياسين والرايبوفلافين والحديد أو فيتامين أي) الذي يجب أن يعالج غالبا بتغيير النظام الغذائي أو المكملات الغذائية الأخرى. ولتجنب التهيجات (مثل الاطعمة الحارة والساخنة والكحول والتبغ) والحد من عدم الراحة في بعض الحالات يمكن أن يهدد تورم اللسان الممرات الهوائية وهي حالة طبية طارئة تحتاج إلى تدخل فوري.

## الوقاية
تنظيف الفم الجيد (باستخدام فرشات الأسنان وخيط الأسنان والفحص المنتظم) من الممكن أن يساعد في الوقاية من هذهِ الاضطرابات، كما أن الإكثار من شرب الماء وإفراز مايكفي من اللعاب يساعد في انخفاض نمو البكتيريا. والحد من تهيج أو جروح الفم قدر الإمكان يمكن أن يساعد في الوقاية من التهاب اللسان، وتجنب الاستخدام المفرط لأي نوع من الأطعمة أو المواد التي تهيج الفم أو اللسان يمكن أن يساعد أيضا.
يعنى بالتهاب اللسان قرحة اللسان أو الالتهاب مع عدم القدرة على لمس الجزء الظهري لسطح اللسان (فقدان الحليمات اللسانية) مخلفا ً سطحاً أملساً ومحمراً، (وفي بعض الأحيان يسمى ضمور التهاب اللسان). وبمعنى أوسع التهاب اللسان غالبا ما يكون بسبب نقص التغذية ويميل إلى أن يكون غير مؤلم وغير مريح، وفي كثير من الأحيان يستجيب التهاب اللسان إلى العلاج إذا كان السبب معروف. التهاب اللسان المسبب لقرحة اللسان يختلف عن متلازمة حرق اللسان حيث أنه لا يوجد هناك تغير ملحوظ في مظهر اللسان ولايوجد سبب واضح لذلك.